# Doce de Diciembre
Doce de Diciembre är en ort i Mexiko.   Den ligger i kommunen Motozintla och delstaten Chiapas, i den sydöstra delen av landet, 900 km sydost om huvudstaden Mexico City. Doce de Diciembre ligger 760 meter över havet och antalet invånare är 109.
Terrängen runt Doce de Diciembre är bergig österut, men västerut är den kuperad. Doce de Diciembre ligger nere i en dal. Runt Doce de Diciembre är det ganska tätbefolkat, med 78 invånare per kvadratkilometer. Närmaste större samhälle är Motozintla de Mendoza, 14,7 km nordost om Doce de Diciembre. I omgivningarna runt Doce de Diciembre växer i huvudsak städsegrön lövskog.